# Timothy Masters
Timothy Masters, född 2 januari 1992, är en australisk roddare.

## Karriär
Vid VM 2023 i Belgrad tog Masters brons tillsammans med Patrick Holt, Joshua Hicks, Ben Canham, Jack Robertson, Joseph O'Brien, Angus Dawson, Angus Widdicombe och Kendall Brodie i åtta med styrman.